# Daniele Persegani
Daniele Persegani (* 29. Oktober 1972 in Cremona) ist ein italienischer Koch.
Persegani tritt in verschiedenen Sendungen des italienischen TV-Kanals Alice Tv auf, unter anderem mit der Köchin Franca Rizzi (Casa Alice) und Laura Carraro. Von Anfang 2014 bis September 2015 war er auch Koch in der deutschen Fernsehsendung Alice Kochen, der auf dem gleichnamigen Fernsehkanal ausgestrahlt wurde.
Im Jahr 2014 begleitete er als Koch zusammen mit Katia Brentani und Michele Cogni die italienische Fußballnationalmannschaft zur Fußball-Weltmeisterschaft in Brasilien.
Persegani wohnt in Castelvetro Piacentino.

## Werke
- Il pranzo della domenica. LT Editore, Rom 2011, ISBN 9788861070448.
- A tavola in 60 minuti. LT Editore, Rom 2012, ISBN 9788861071421.
- L’occasione fa lo chef. LT Editore, Rom 2013, ISBN 9788861071766.